# Wimper-Segge
Die Wimper-Segge (Carex pilosa) ist eine Pflanzenart aus der Gattung Seggen (Carex) innerhalb der Familie Sauergrasgewächse (Cyperaceae). Sie kommt in Europa und in Westasien vor.

## Beschreibung

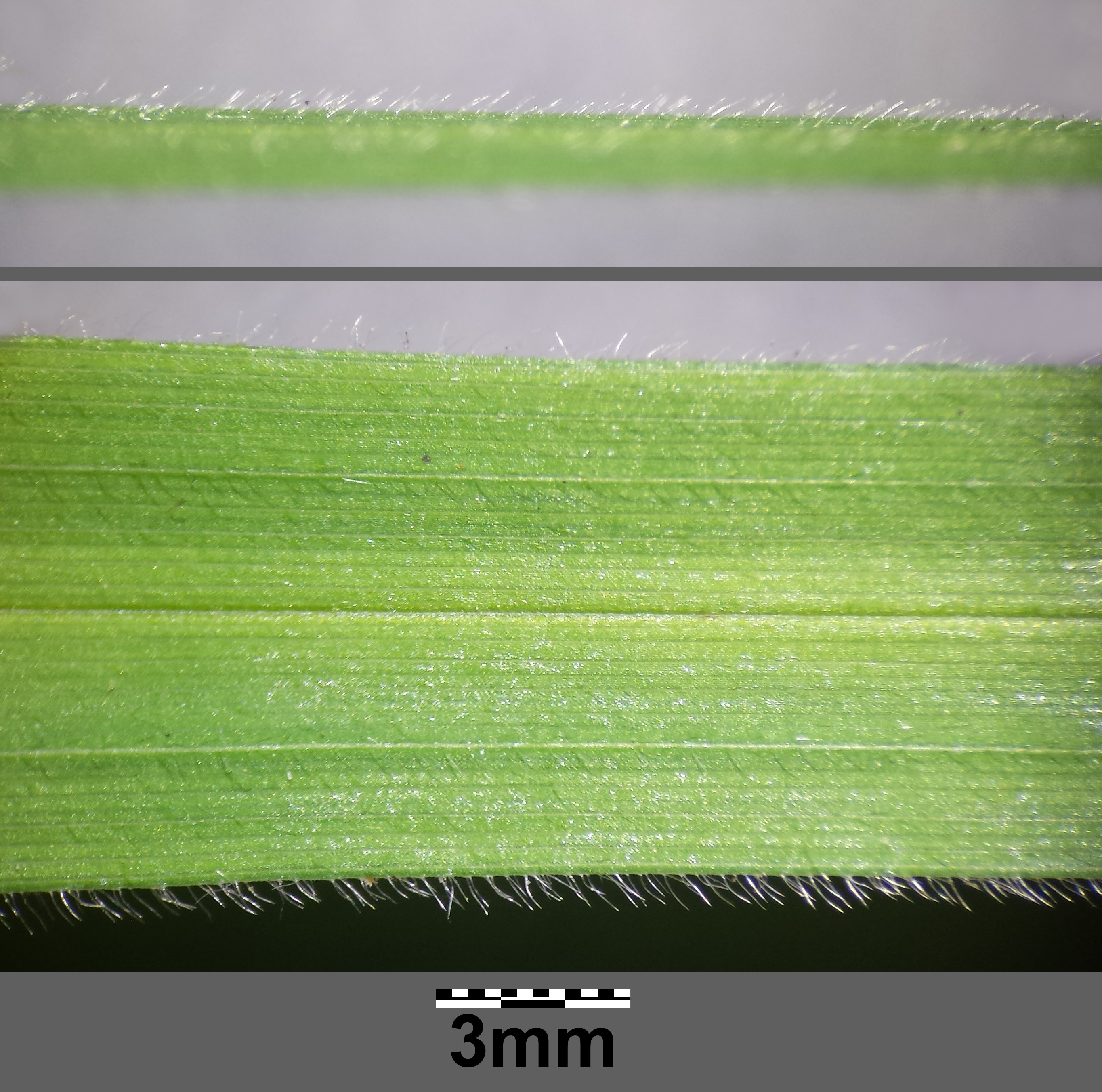
Laubblatt mit bewimpertem Rand

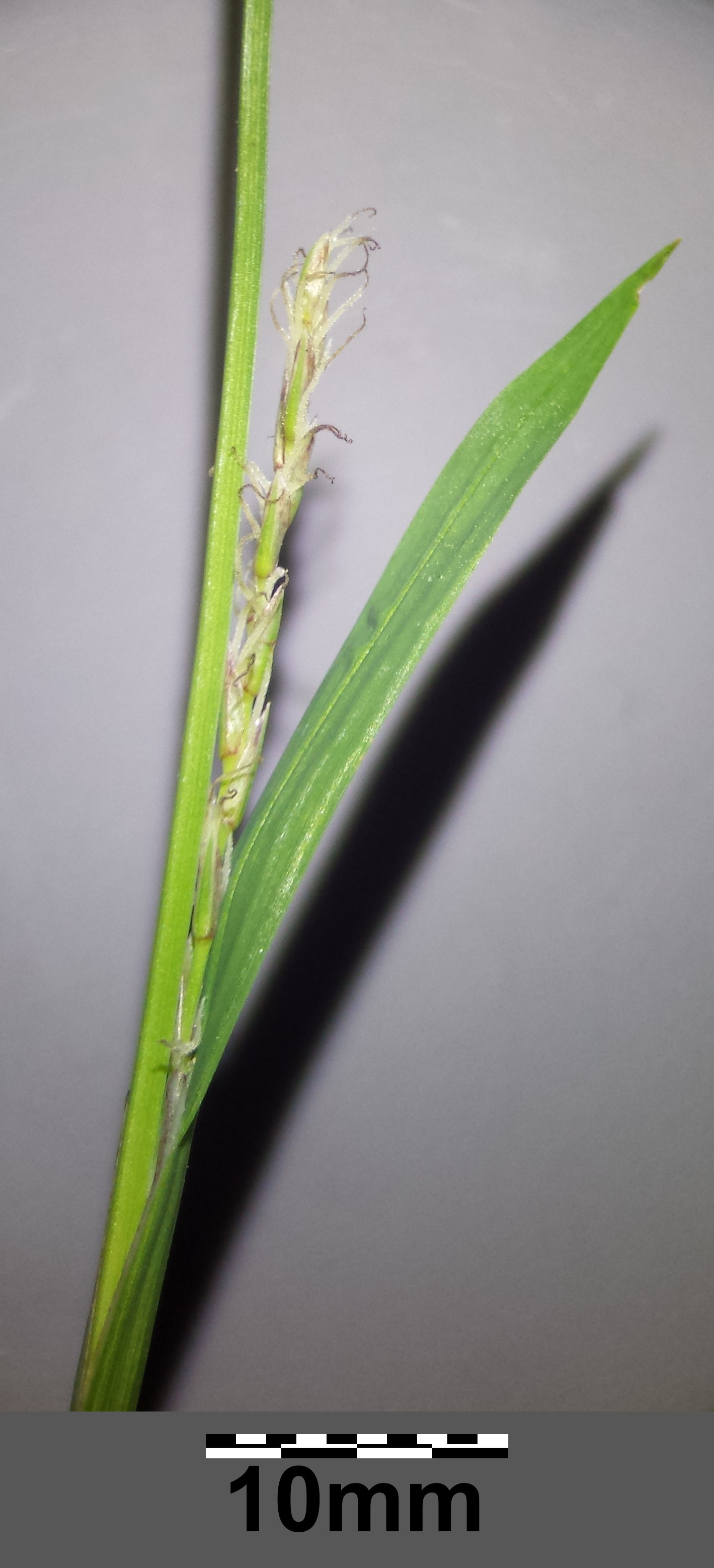
Weibliche Ähre

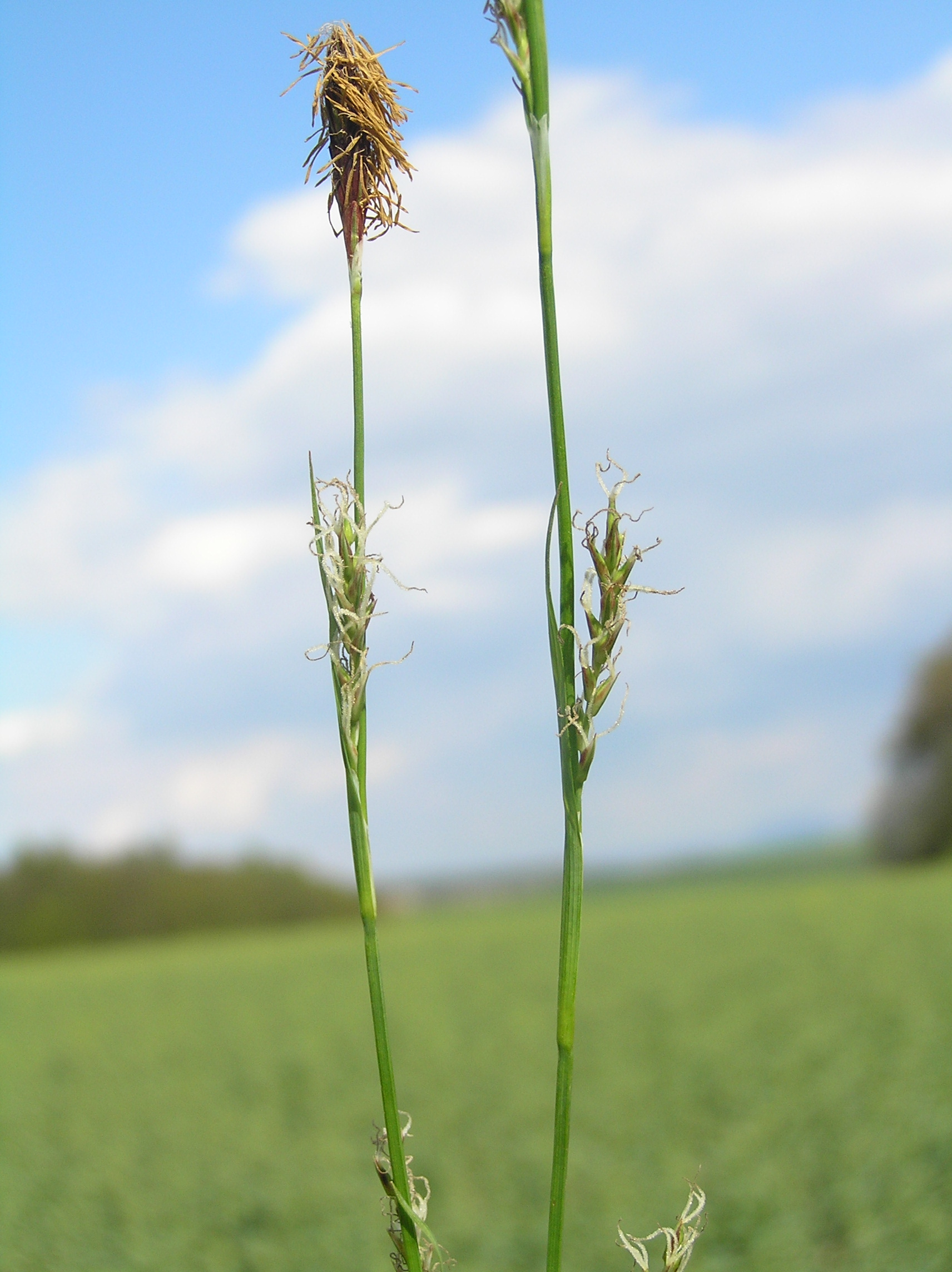
Blütenstand mit weiblichen und männlichen Ährchen

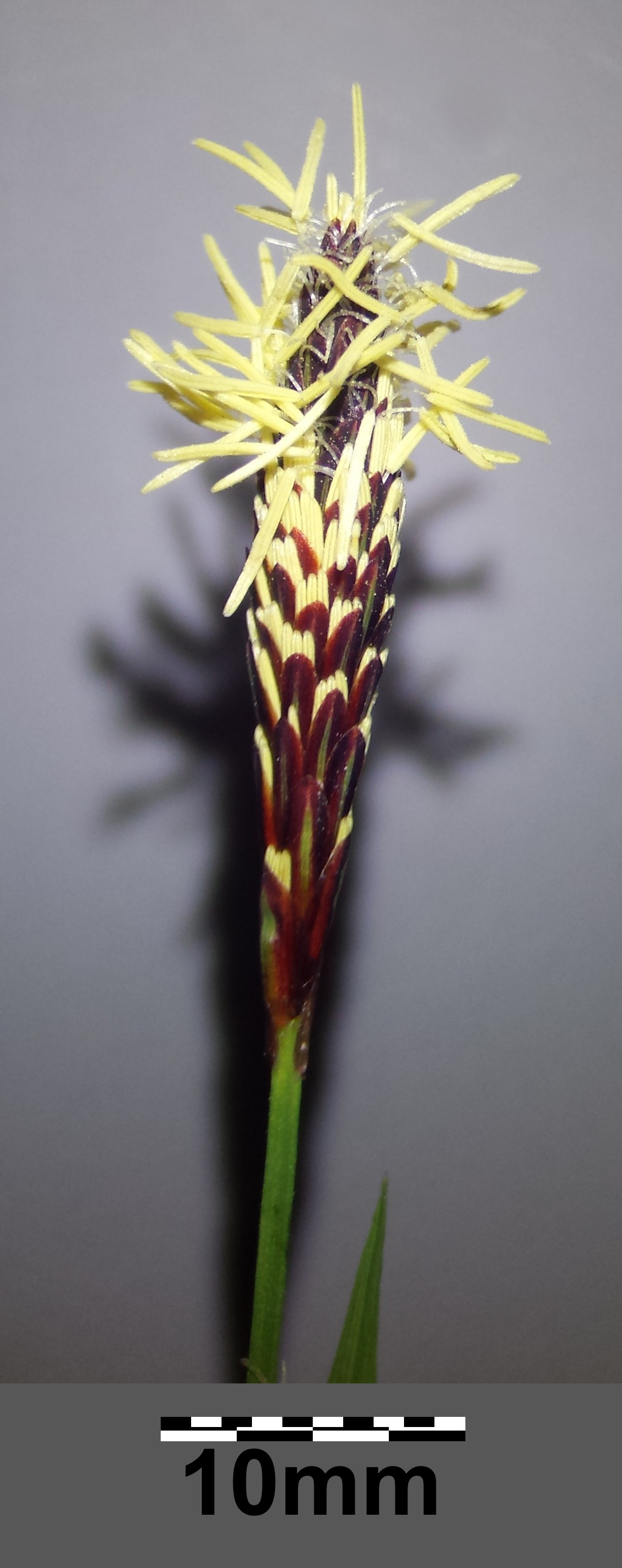
Männliche Ähre

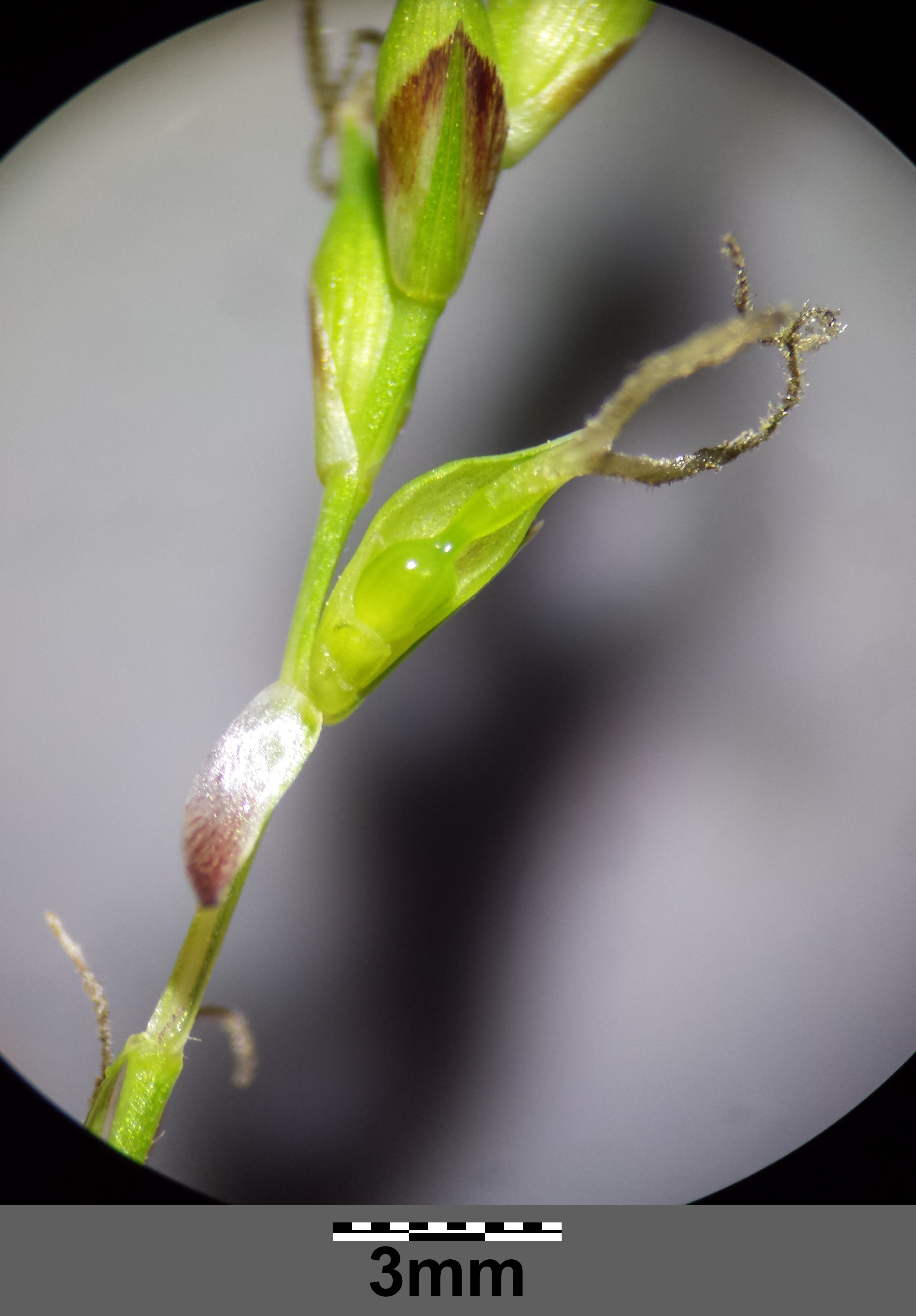
Weibliche Blüte, Schlauch geöffnet

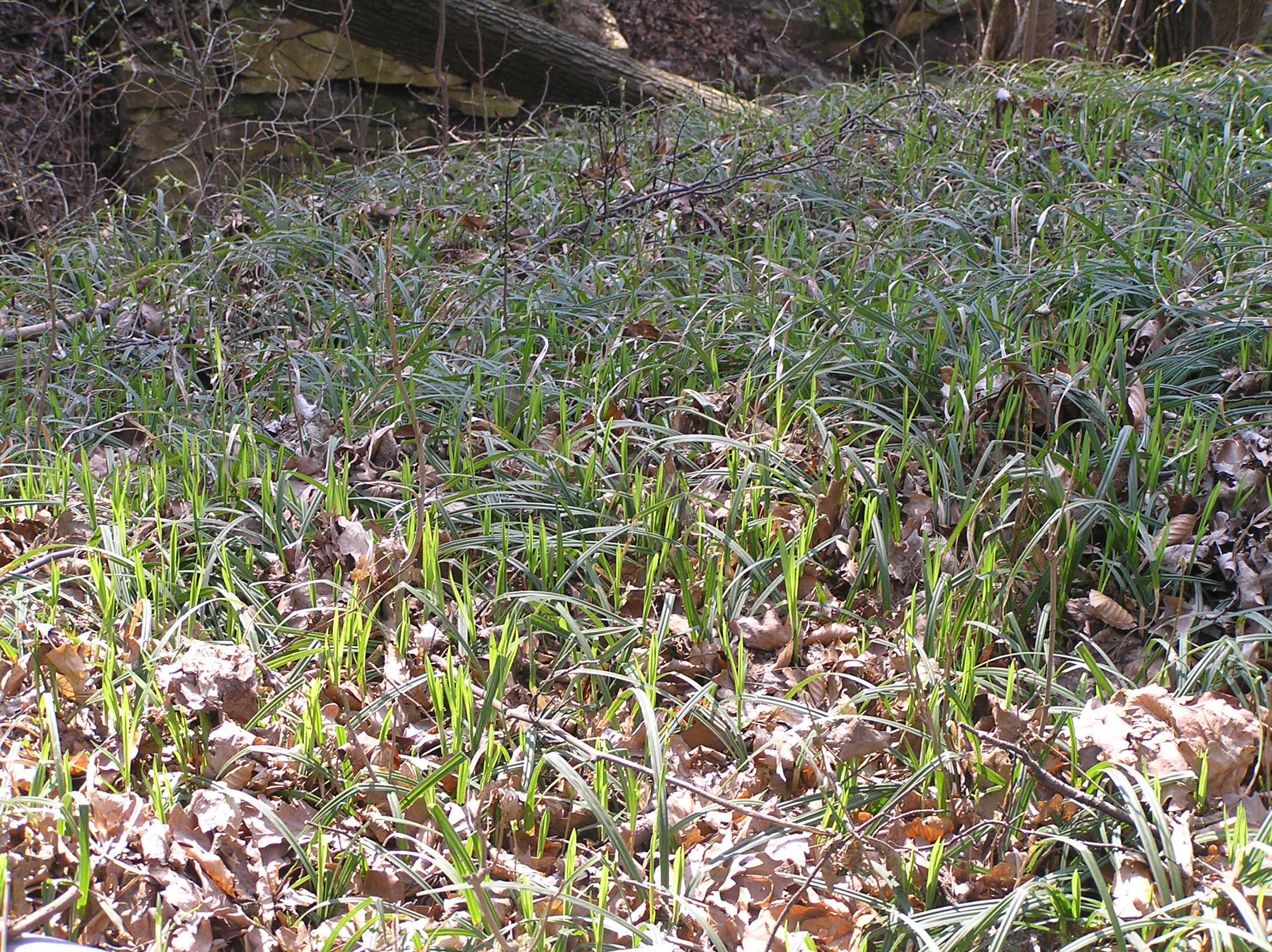
Bestand der Wimpersegge

### Vegetative Merkmale
Die Wimper-Segge ist eine wintergrüne, ausdauernde krautige Pflanze, die Wuchshöhen von 20 bis 40, selten 60 Zentimetern erreicht. Sie bildet relativ lange unterirdische Ausläufer und wächst lockerrasig. Die Stängel sind steif aufrecht, abgeflacht dreikantig und glatt, 1 bis 1,5 Millimeter dick und nur am Grund beblättert. Die weichen, dunkel-grünen Laubblätter sind 4 bis 10 Millimeter breit und niederliegend, doppelt gefaltet und an den Rändern sowie an der Unterseite abstehend bewimpert. Die grundständigen Scheiden sind rot und zerfallen nicht netzfaserig.

### Generative Merkmale
Die Blütezeit reicht von April bis Mai, selten bis August. Die Wimper-Segge ist eine verschiedenährige Segge. Der Blütenstand ist 10 bis 20 Zentimeter lang und enthält ein männliches Ährchen und zwei bis vier entfernt stehenden, seitlichen weiblichen Ährchen. Das endständige Ährchen ist männlich, lang gestielt und bei einer Länge von 15 bis 25 Millimetern keulenförmig. Die weiblichen Ährchen sind 20 bis 30 Millimeter lang und 4 Millimeter breit, stehen entfernt voneinander, sind auffallend lockerblütig und enthalten mehr als sechs Blüten und stehen auch zur Fruchtreife aufrecht. Die Hüllblätter haben eine lange, stängelumfassende Scheide. Die Tragblätter sind braun mit grünem Mittelstreifen, eiförmig und spitz und fast so lang wie die Schläuche. Der Griffel trägt drei Narben. Die Schläuche sind undeutlich dreikantig, etwas aufgeblasen, 3,5 bis 5 Millimeter lang, etwa 2 Millimeter breit, mit zahlreichen Längsnerven und grün bis braun; sie sind nach oben plötzlich in den kurz zweizähnigen Schnabel verschmälert.
Die Frucht ist verkehrt-eiförmig und gelb-braun.
Die Chromosomenzahl beträgt 2n = 44.

## Vorkommen
Die Wimper-Segge ist in Europa vom zentralen Frankreich bis Ost- und Südosteuropa verbreitet, kommt aber auch in Westasien vor. Sie ist ein submeridional-montanes bis temperates, subozeanisches Florenelement. Es gibt Fundortangaben in Europa für Frankreich, Italien, die Schweiz, Österreich, Deutschland, die Baltischen Staaten, Belarus, Bulgarien, den europäischen Teil Russlands, Tschechien, die Slowakei, Slowenien, Kroatien, Bosnien-Herzegowina, Serbien, Montenegro, Nordmazedonien, Ungarn, Polen, Rumänien, die Türkei und die Ukraine.
Der Verbreitungsschwerpunkt der Wimper-Segge liegt im ost- und südosteuropäischen Laubwaldgürtel. Sie erreicht im östlichen Frankreich die Westgrenze ihres Areals in Mitteleuropa. Im mitteleuropäischen Tiefland fehlt sie. Sie steigt in den Mittelgebirgen und in den Alpen nur bis in Höhenlagen von etwa 700 Metern, sie fehlt aber auch dort gebietsweise. Im deutschen Alpenvorland erreicht sie sogar eine Höhenlage von 900 Meter, in Baden-Württemberg am Himmelberg östlich Öfingen 910 Meter. In Mitteleuropa ist sie insgesamt selten, aber kommt an ihren Standorten oft in kleinen Beständen vor.
Sie besiedelt in Mitteleuropa lichte Laubwälder, seltener Mischwälder oder sehr lichte Tannenbestände. Sie wächst in Eichen-Hainbuchen-Wäldern (Carpinion betuli) und Hainsimsen-Buchenwäldern (Luzulo-Fagenion). Sie ist mäßig anspruchsvoll.
Die Wimper-Segge gedeiht am besten auf basenarmen, kalkarmen, seltener kalkfreien und nicht zu trockenen, mullreichen Lehm- oder Tonböden. Sie meidet volles Licht, lange Schneebedeckung sowie Spätfröste und gedeiht am besten im Halbschatten oder sogar im Schatten.
Die ökologischen Zeigerwerte nach Landolt et al. 2010 sind in der Schweiz: Feuchtezahl F = 3w (mäßig feucht aber mäßig wechselnd), Lichtzahl L = 2 (schattig), Reaktionszahl R = 2 (sauer), Temperaturzahl T = 4 (kollin), Nährstoffzahl N = 3 (mäßig nährstoffarm bis mäßig nährstoffreich), Kontinentalitätszahl K = 4 (subkontinental).

## Taxonomie
Die Erstveröffentlichung von Carex pilosa erfolgte 1772 durch Giovanni Antonio Scopoli in Flora Carniolica, Editio 2, Seite 226. Das Artepitheton pilosa bedeutet „weichhaarig“. Synonyme für Carex pilosa Scop. sind: Carex foliata F.Schmidt ex Meinsh., Carex nemorensis J.F.Gmel. Carex nemorosa J.F.Gmel. nom. illeg., Carex prostrata J.F.Gmel. Carex pilosa var. densiflora Schur.